# Ewald Engelen
Ewald Rombout Engelen (Otterlo, 15 januari 1963) is een Nederlands financieel geograaf en publicist.

## Biografie
Engelen studeerde aan de Universiteit van Amsterdam en promoveerde als politiek en sociaal filosoof. Na zijn studie werkte hij voor de Wetenschappelijke Raad voor het Regeringsbeleid, de denktank Waterland en het televisieprogramma Buitenhof. Engelen is daarnaast columnist voor De Groene Amsterdammer, waarin hij wekelijks schrijft over economie. In 2012 deed hij dat ook kortstondig voor SER Magazine, het tijdschrift van de Sociaal-Economische Raad, waar hij echter na één column met stevige kritiek op de vakbeweging zo'n controverse veroorzaakte dat het verband met de SER beëindigd werd. Engelen is als hoogleraar verbonden aan de Universiteit van Amsterdam, Faculteit der Maatschappij- en Gedragswetenschappen. Engelen is lid van het Sustainable Finance Lab.
Engelen is buitengewoon kritisch over de economische wetenschap, waarvan hij de beoefenaars beschouwt als "verkapte mathematici die worden afgerekend op publicaties in verkapte wiskundetijdschriften," evenals op de Europese integratie. Hij was, met René Cuperus en Thierry Baudet, initiatiefnemer van het Burgerforum EU, dat een referendum over machtsoverdracht van Den Haag naar Brussel bepleitte. Engelen en Baudet waren in 2014 ook samen in de Tweede Kamer bij een debat over het Burgerinitiatief voor een EU-referendum. Na een jaar stapte Engelen, evenals Cuperus, weer uit het Burgerforum, dat naar zijn zeggen zijn doel bereikt had en waarvan een deel met een "plan B" bezig was.

## Politiek
Engelen is in de periode 2014-2019 een aantal keer lijstduwer geweest voor de Partij voor de Dieren. Op 12 juli 2023 maakte hij op X bekend dat hij geen banden meer met de partij heeft.
| Verkiezing              | Positie    | Stemmen |
| ----------------------- | ---------- | ------- |
| Europees Parlement 2014 | 18 (lijst) | 2706    |
| Eerste Kamer 2015       | 8 (lijst)  | 0       |
| Tweede Kamer 2017       | 10 (lijst) | 4293    |
| Eerste Kamer 2019       | 15 (lijst) | 0       |
| Europees Parlement 2019 | 19 (lijst) | 2740    |

## Privé
Engelen trouwde in augustus 2021 met politica Marianne Thieme, met wie hij sinds 2018 een relatie heeft.

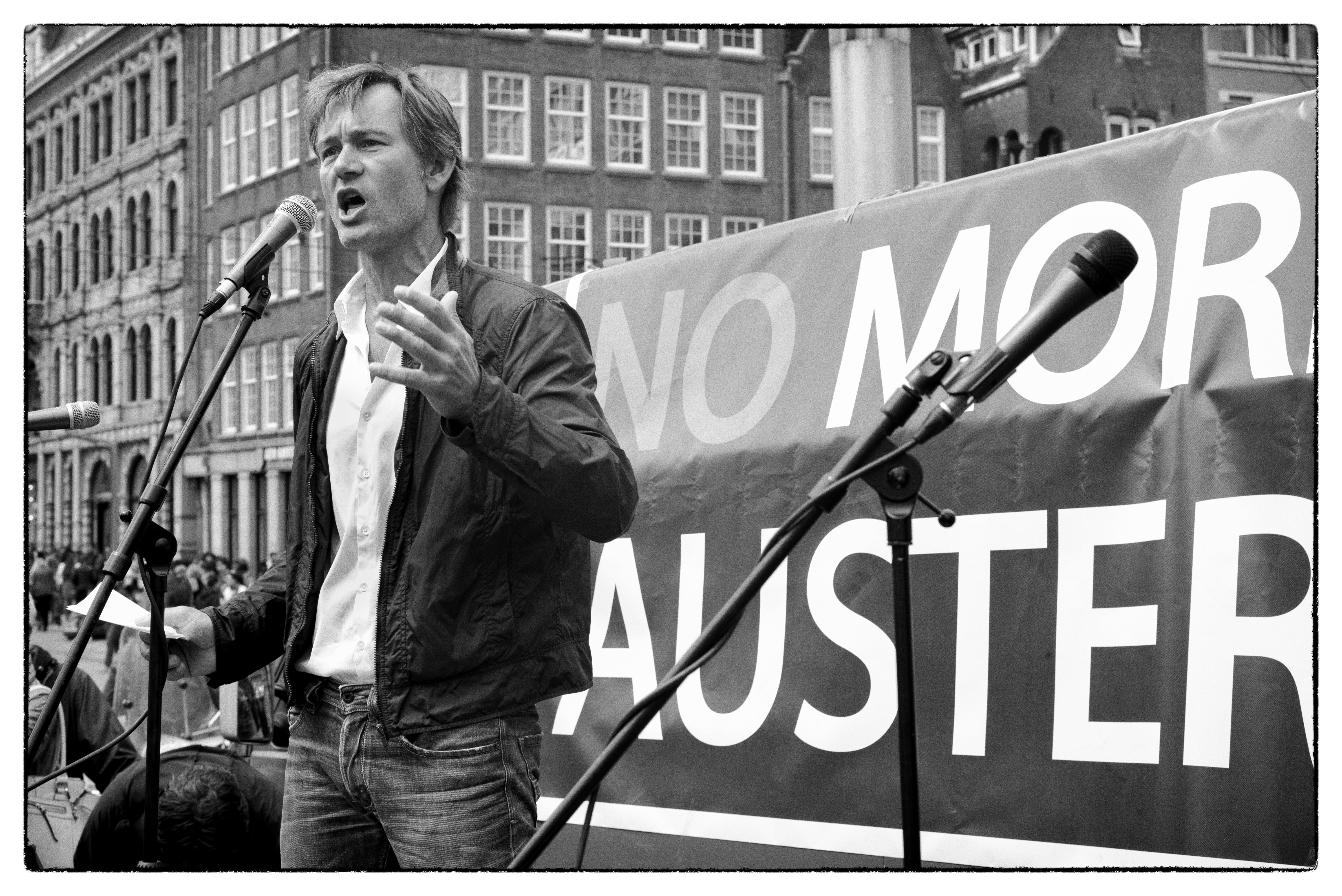
Engelen op een protest in 2015.

## Boeken
- 2000: Economisch burgerschap in de onderneming - een oefening in concreet utopisme. Proefschrift UvA, Thela Thesis, ISBN 9051705093.[11]
- 2000: De burger in de onderneming
- 2004: De staat van de democratie (redacteur voor de WRR)
- 2007: Van sociale bescherming naar sociale investering (met Willem Trommel en Anton Hemerijck)
- 2011: After the Great Complacence (met Ismael Erturk, Mick Moran, Sukhdev Johal en Adriana Nilsson)
- 2012: Een ongeluk in slow motion, aantekeningen van een ramptoerist
- 2014: Europese mythes, boekje voor burgers
- 2014: De schaduwelite voor en na de crisis
- 2016: De mythe van de gemaakte vrouw: nieuw licht op het feminisme
- 2016: De kanarie in de kolenmijn (met Marianne Thieme)
- 2018: Het is klasse, suffie, niet identiteit!
- 2021: Ontwaak! Kom uit uw neoliberale sluimer

- Bibliothèque nationale de France: cb159477554 (data)
- Digitale Bibliotheek voor de Nederlandse Letteren: enge154
- Gemeinsame Normdatei: 137389590
- International Standard Name Identifier: 0000 0003 5512 0635
- Library of Congress Control Number: n97050705
- Nationale Bibliotheek van Israël: 987007316080105171
- Nederlandse Thesaurus van Auteursnamen: 142285803
- Parlement.com: viq0ghg7fpzt
- Système universitaire de documentation: 158323653
- Virtual International Authority File: 81587041
- WorldCat: E39PBJktjChjhPYQXVwV6hCCwC